# Edward Skorkowski
Edward Skorkowski est un docteur en hippologie et zootechnicien polonais, dont les travaux portent principalement sur le cheval arabe en Pologne (il a créé leur stud-book), le poney Konik et la domestication du cheval, un postulat de sous-espèces.

## Travaux
- (pl) Koń arabski w Polsce, Towarzystwo Hodowli Konia Arabskiego, 1930, 120 p.
- (pl) Badania nad systematyka̜ konia, volume 32 de Prace rolniczo-leśne // Polska Akademia Umieje̜tności, Gebethner i Wolff, 1938, 125 p.
- (en) Systematics of the Horse and the Principles of His Breeding, 1946, 24 p.
- Rysunki i Paleolityczne odtwarzajạ końskie podgatunki: Paleolithic drawings reproduce horse sub-species, 1947, 20 p.
- (pl) Rola konia w czasach przedhistorycznych i wczesnohistorycznych, s. n., 1958, 86 p.
- (pl) Tablice genealogiczne polskich koni arabskich czystej krwi, numéro 118 de Wydawnictwa własne, Wykonano w Zakładzie Produkcji Skryptów KZPPT, 1960, 46 p.
- Tarpany, 1961, 3 p.
- (en) Arab Breeding in Poland, Your pony, 1969, 44 p.
- (pl) Polskie tablice genealogiczne koni arabskich czystej krwi, Państwowe Wydawnictwo Rolnicze i Lésne, 1972, 63 p.
- (pl) Półwiecze polskiej hodowli koni arabskich, Instytut Zootechniki, 1978, 23 p.